# Ataeniopsis parallelus
Ataeniopsis parallelus är en skalbaggsart som beskrevs av Rudolph Petrovitz 1961. Ataeniopsis parallelus ingår i släktet Ataeniopsis och familjen Aphodiidae. Inga underarter finns listade.